# Erica debilis
Erica debilis är en ljungväxtart som beskrevs av Guthrie och Bolus. Erica debilis ingår i släktet klockljungssläktet, och familjen ljungväxter. Inga underarter finns listade i Catalogue of Life.